# 4039 Souseki
4039 Souseki (1987 SH) là một tiểu hành tinh vành đai chính được phát hiện ngày 17 tháng 9 năm 1987 bởi T. Seki ở Geisei.